# Toupie fantoche

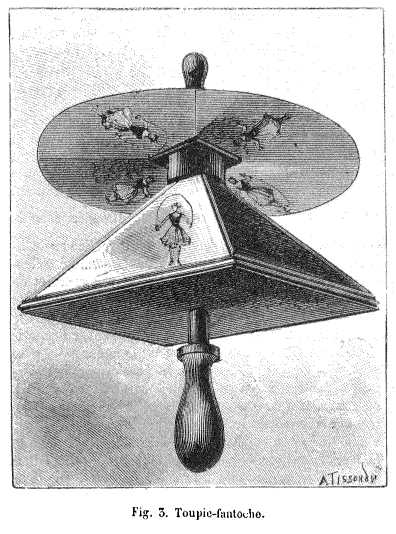
Toupie fantoche d'Émile Reynaud (1879)

La toupie fantoche est une invention attribuée à Émile Reynaud brevetée en 1877. Elle fait partie de la catégorie des jouets optiques.

## Fonctionnement
La toupie fantoche est une invention semblable au praxinoscope, sauf qu'au lieu d'utiliser 12 miroirs, elle en utilise quatre, disposés en forme de pyramide. Les quatre images réalisant l'animation sont portées par un disque horizontal. La pyramide de miroirs et le disque sont solidaires entre eux et lorsqu'on les fait tourner, les images telles que vues dans la pyramide de miroirs semblent être animées. Ce phénomène est en partie dû à la persistance rétinienne.

## Rendude l'animation par la toupie fantoche
Du fait de sa conception économique, ce "jouet optique" souffre d'un effet de papillonnement dû à l'utilisation de miroirs en très petit nombre (quatre).

Animation gif en quatre images.

Animation gif expliquant l'effet cosinus de la toupie fantoche.

Comme le montre l'animation en quatre images ci-contre à gauche, le couple œil-cerveau d'un humain peut très bien accepter une animation basée sur quatre images. Cependant le très petit nombre de miroirs de la toupie fantoche fait que chacune des quatre images est suivie beaucoup trop longtemps par les miroirs durant leur rotation : il en résulte que ces miroirs renvoient, en plus des bons reflets des quatre images du disque, des reflets comprimés latéralement de ces images. En conséquence, l'animation produite est plus proche de l'animation ci-contre à droite (cette animation de droite est là pour ses vertus explicatives car le couple œil-cerveau réalise un traitement qui peut corriger notablement les défauts de l'animation d'une toupie fantoche, comme il apparaît à la lecture de l'animation gif ci-dessous réalisée en intégrant les 36 images de la captation vidéo d'un cycle de quatre images d'une toupie fantoche, c'est-à-dire en intégrant beaucoup d'images où les miroirs renvoient des reflets comprimés latéralement).
Voir à ce sujet des défauts des praxinoscopes l'article Émile Reynaud.

Animation gif d'une captation vidéo du fonctionnement d'une toupie fantoche.